# Danh sách thành phố Botswana

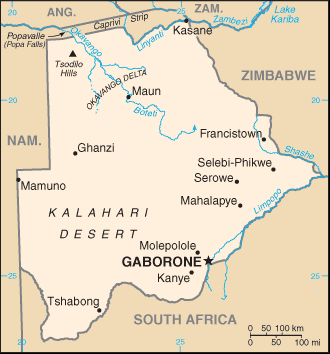
Bản đồ Botswana

- Bobonong
- Francistown
- Gaborone
- Ghanzi
- Gumare
- Hukuntsi
- Jwaneng
- Kang
- Kanye
- Kasane
- Letlhakane
- Lobatse
- Mahalapye
- Masunga
- Maun
- Molepolole
- Mochudi
- Mogoditshane
- Moshupa
- Orapa
- Palapye
- Ramotswa
- Selibe Phikwe
- Serowe
- Sowa
- Thamaga
- Tlokweng
- Tonota
- Tshabong
- Tutume

## 10 thành phố lớn nhất
1. Gaborone - 199.600 dân
2. Francistown - 89.100 dân
3. Molepolole - 58.600 dân
4. Selibe Phikwe - 53.500 dân
5. Maun - 47.000 dân
6. Serowe - 45.600 dân
7. Kanye - 43.600 dân
8. Mahalapye - 42.600 dân
9. Mochudi - 39.700 dân
10. Mogoditshane - 35.200 dân